# محمد داوود انواری
محمد داوود انواری (انگلیسی: Mohammad Daoud Anwary؛ زادهٔ ۸ مارس ۱۹۴۲) یک کشتی‌گیر آزاد اهل افغانستان است.
وی در بازی‌های المپیک تابستانی ۱۹۶۴ شرکت کرده است.